# Schaakgenootschap Amersfoort
SG Amersfoort is een Nederlandse schaakvereniging uit Amersfoort.

## Geschiedenis

### Voorgeschiedenis
In 1845 bestond in Amersfoort een schaakgezelschap van ongeveer acht personen, dat al jaren elke veertien dagen bijeenkwam. In 1846 werd een schaakgezelschap opgericht dat vergaderde in een sociëteitslokaal aan de Langestraat. Het eerste bestuur bestond uit P. Pels (wijnkoper), P. Sodenkamp (luitenant) en J. van Diest (belastinginspecteur). Dit gezelschap hield rond 1870 op te bestaan.
Van 1871 tot 1877 bestond er opnieuw een Amersfoorts Schaakgenootschap, dat bijeenkwam in Concordia. J.W. Sluiter speelde hierin een centrale rol, met W.C. Croockewit en Steffelaar als medebestuursleden.

### 1893 - 1993
Op 3 februari 1893 is de Amersfoortse schaakvereniging opgericht. Het huidige Schaakgenootschap Amersfoort is hiervan de voortzetting. In 1946 sloten twee andere verenigingen zich hier door fusie bij aan. Dat jaar werd door de vereniging in de Markthal simultaanseances en consultatiepartijen georganiseerd, waaraan grootmeesters als Szabo (simultaan met 32 tegenstanders, +31 =1), Yanofsky (simultaan met 32 tegenstanders, +26 =6) en Najdorf (4 blindpartijen, +3 =1) hun medewerking gaven. Fenny Heemskerk, werd tijdens deze gelegenheid gehuldigd vanwege haar derde Nederlands Kampioenschap.
In 1959 werd in de kantine van N.V. Bronswerk te Amersfoort door de vereniging een internationaal schaaktoernooi georganiseerd tussen Nederland en West-Duitsland.
Het eeuwfeest van de vereniging werd in 1993 vergezeld met de expositie Schaak, een koningsspel in museum Flehite.

### Vanaf 1993
Tussen 1993 en 2018 is de vereniging meerdere keren verhuisd binnen Amersfoort. De 125e verjaardag van SG Amersfoort viel nagenoeg samen met de verhuizing naar het Denksportcentrum Amersfoort. Op zaterdag 3 februari 2018 werden er na afloop van de eerste thuiswedstrijd in de KNSB-competitie op de nieuwe locatie onder andere een receptie en feestavond georganiseerd. Ook later in 2018 waren er diverse jubileumactiviteiten.

## Beschrijving
De thuisbasis van de vereniging is het Denksport Centrum Amersfoort. Het eerste team van SG Amersfoort speelt meestal in de 3e klasse of de 2e klasse KNSB. In het seizoen 2012-2013 speelde het team in de 1e klasse KNSB.

## (Oud)leden
Enkele bekende leden van de vereniging zijn oud-staatssecretaris Dick Tommel, de Engelse grootmeester Matthew Sadler, correspondentieschaker Albert Huisman. Veelvoudig Nederlands dameskampioene Fenny Heemskerk speelde sinds 1940 in het eerste team van de vereniging en was er vanaf 1968 erelid.